# 梅里馬克 (麻薩諸塞州)
梅里馬克（英語：Merrimac）是一個位於美國麻薩諸塞州艾塞克斯縣的鎮。

## 人口
根據2020年美國人口普查的數據，梅里馬克的面積為22.90平方千米，當中陸地面積為21.90平方千米，而水域面積為1.00平方千米。當地共有人口6723人，而人口密度為每平方千米294人。